# Krasimir Borisov
Krasimir Borisov Georgiev (Sófia, 8 de abril de 1950) é um ex-futebolista búlgaro, ele atuava como meia.

## Carreira
Krasimir Borisov fez parte do elenco da Seleção Búlgara de Futebol da Copa do Mundo de 1974.